# Olombrada
Olombrada er en by og kommune i det centrale Spanien i provinsen Segovia. Den har et indbyggertal på 503 (2024) indbyggere.